# Richard A. Moore
Pour les articles homonymes, voir Richard Moore et Moore.
Richard A. Moore, né le 14 avril 1946 à Atlanta, en Géorgie, aux États-Unis, est un écrivain américain, auteur de roman policier.

## Biographie
Il fait des études de journalisme et travaille brièvement pour plusieurs journaux, puis dans un réseau de radios pour lequel il suit les événements politiques et les affaires criminelles. En 1981, il est l'attaché de presse du sénateur de Géorgie, Mark Mattinghy.
En 1981, il publie son premier roman, L'affaire est dans le lac (Death in Past) dans lequel il crée le personnage du journaliste Bob Whitfield.

## Œuvre
Liste non exhaustive

### Romans

#### SérieBob Whitfield
- Death in Past (1981) Publié en français sous le titre L'affaire est dans le lac, Paris, Éditions Gallimard, coll. « Série noire » no 1925 (1983)  (ISBN 2-07-048925-6) [1]
- Dead Cop Blues (1982) Publié en français sous le titre Ça s'arrose, Paris, Éditions Gallimard, coll. « Série noire » no 1929 (1983)  (ISBN 2-07-048933-7)
- Death of a Source (1983) Publié en français sous le titre Came dans le coin, Paris, Éditions Gallimard, coll. « Série noire » no 1933 (1983)  (ISBN 2-07-048929-9)

### Nouvelles
- Hard Luck Story (1978)
- A Matter of Pride (1978)
- Sacrifice (1979)
- The Devil Behind You (1979)
- An Unexpected Gift (1979)
- Out in the Cold (1981) Publié en français sous le titre Les Visiteurs nocturnes, Paris, LGF, Alfred Hitchcock magazine 2e série no 12 (novembre 1989) ; réédition dans l'anthologie Le Procès dans un miroir, Librairie des Champs-Élysées, coll. « Club des Masques » no 1004 (1992)  (ISBN 2-7024-2271-3)
- A Simple Case of Kidnapping (1983)
- The Last Bank Robbery (1986)

## Sources
: document utilisé comme source pour la rédaction de cet article.
Claude Mesplède et Jean-Jacques Schleret, Les Auteurs de la Série noire, Joseph K. (1996)  (ISBN 9-782-91068611-6)